# 奥伯湖 (格拉鲁斯州)
47°5′13″N 9°00′50″E / 47.08694°N 9.01389°E

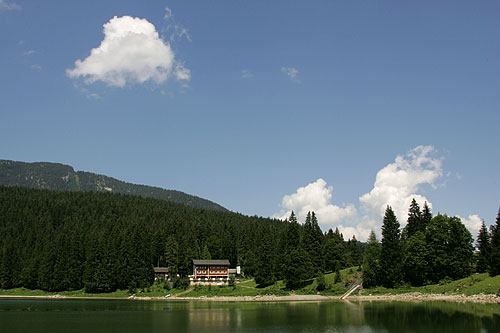

奥伯湖（德語：Obersee）是瑞士格拉魯斯州的湖泊，位於該國東部，處於格拉鲁斯北，面積0.02平方公里，海拔高度982米，每年平均降雨量1,954毫米。